# فرد ووكر
فرد ووكر (بالإنجليزية: Fred Walker)‏ (1 يناير 1938 المملكة المتحدة - 1 يناير 1990) هو لاعب كرة قدم بريطاني سابق كان يلعب كمدافع.

## مسيرته

### مسيرته مع الأندية
- 1905 - 1907 لعب مع نادي ليدز [الإنجليزية]‏ 26 مباراة.
- 1908 - 1910 لعب مع هدرسفيلد تاون 24 مباراة.

## روابط خارجية
- فرد ووكر على موقع عالم كرة القدم.نت (الإنجليزية)